# 大溪碧道
大溪碧道，是中国广东省汕头市的一条呈南北走向的沿河线路，位于潮南区峡山街道大溪河岸两侧，由广东万里碧道维护运营。起点于东溪村西浦闸，终点至峡山中学。大溪碧道规划长度约6.8公里；截至2021年12月，已建成2.6公里，仅供人与自行车通过。
大溪碧道于2020年12月启动(一期)建设，并于2021年8月建成大溪碧道(一期)，长度约2.6公里。
大溪碧道(一期)工程修复建设了两岸栈道路基路面和大溪两侧护坡，配套了安全设施、游憩系统、碧道标识系统。

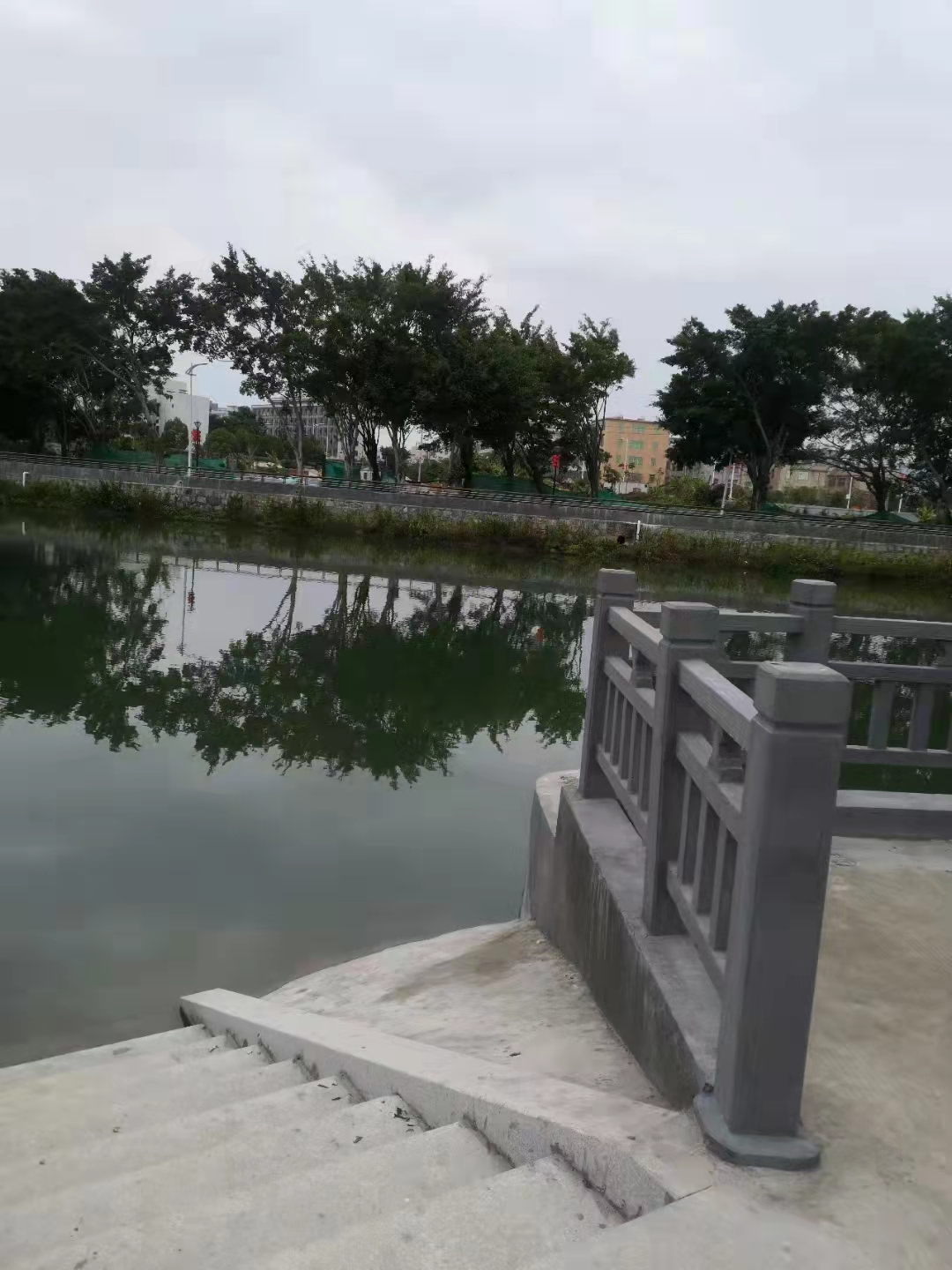
大溪碧道风景图
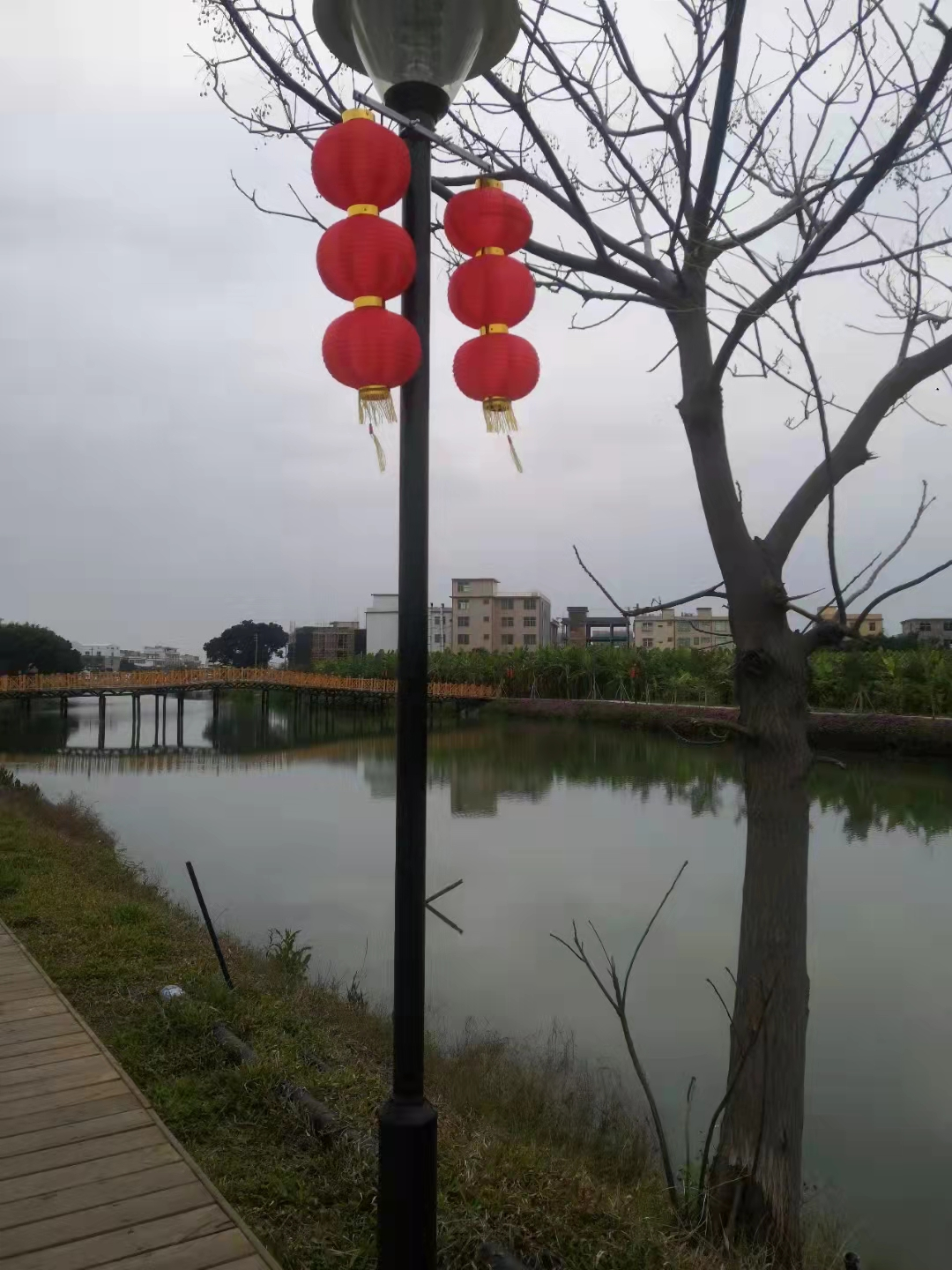
大溪碧道风景图
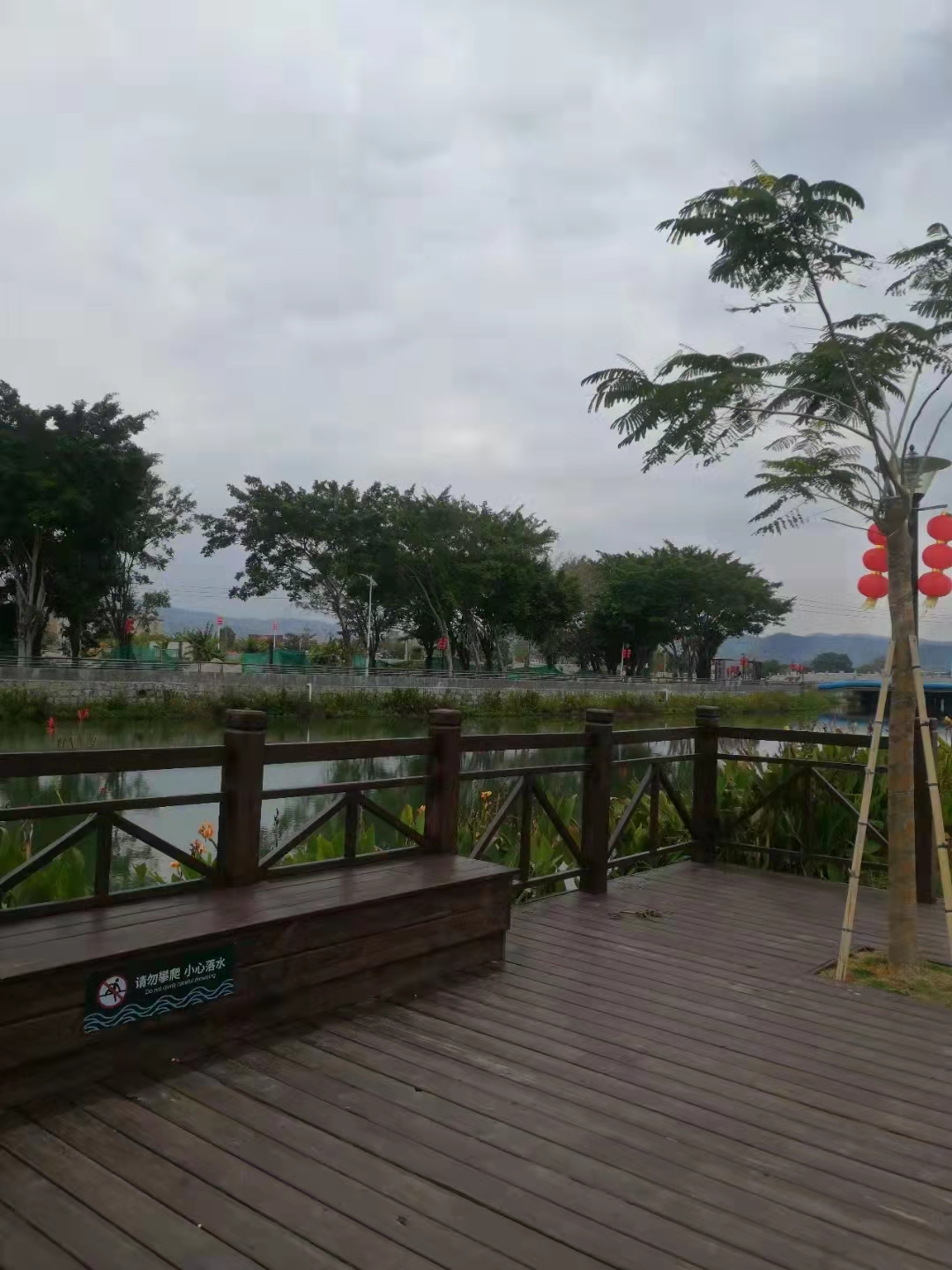
大溪碧道风景图
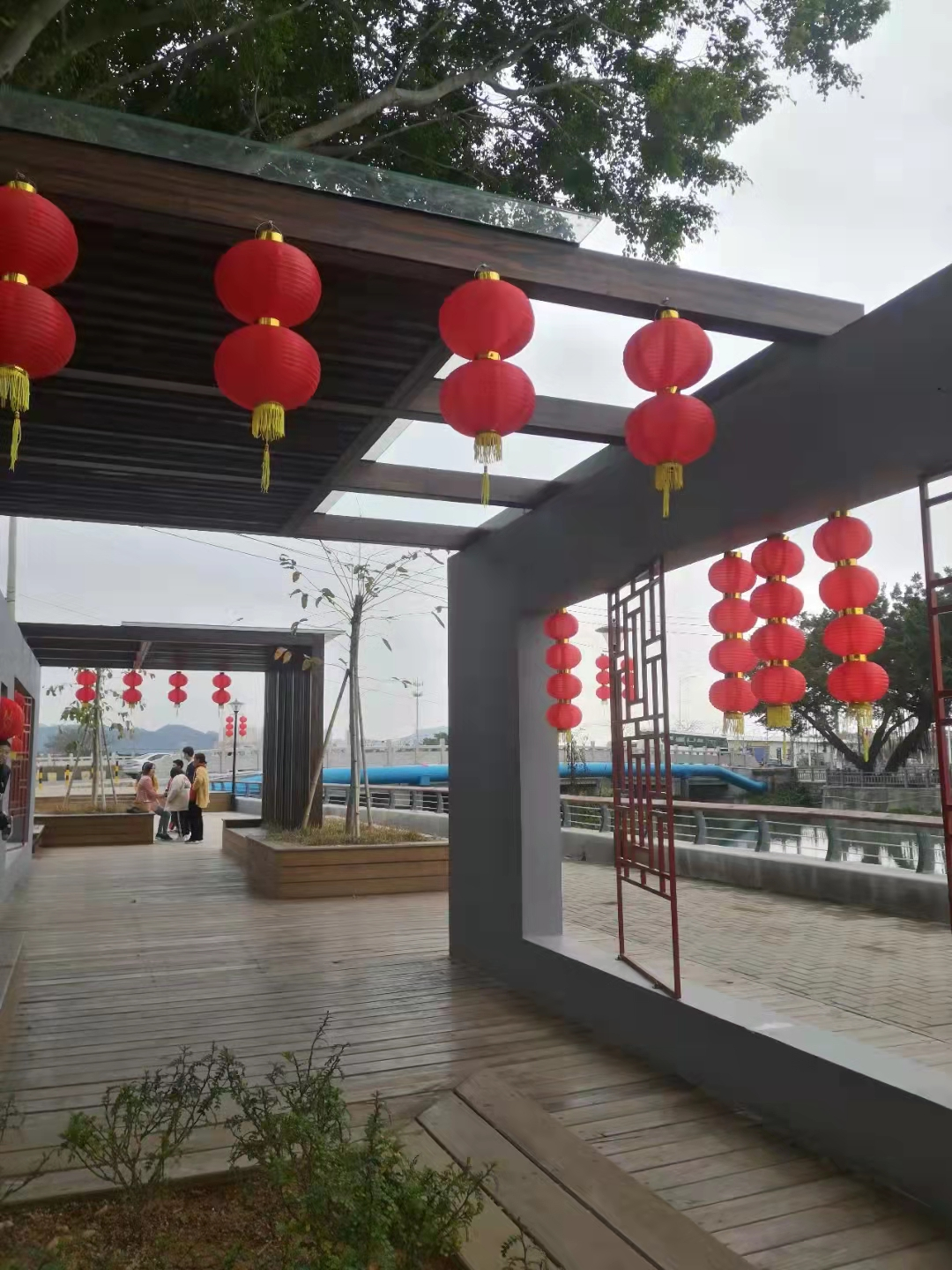
大溪碧道游憩设施